# František Bokes
František Bokes (Bazin-Cajla, 1906. március 24. - Pozsony, 1968. március 20.) szlovák történész, történeti geográfus.

## Élete
1931-ben végzett a Comenius Egyetem földrajz-történelem szakán. 1933-ban egyetemi doktori címet szerzett. A Szlovák Tudományos és Művészeti Akadémia létrejötte után 1943-tól a Földrajzi Intézet munkatársa lett. Később a Történeti Intézet munkatársa volt.
Főként 19. századi szlovák történelemmel és településtörténettel foglalkozott. Felesége Věra Macková (1919-2005), fia František Bokes (1953-2003) történész, levéltáros.

## Művei
- 1941 Obyvateľstvo Slovenska na konci 18. storočia. Sborník Muzeálnej slovenskej spoločnosti XXXIV-XXXV (1940-1941)
- 1941 Pokusy o slovensko-maďarské vyrovnanie r. 1861-1868. Martin
- 1942 Viliam Pauliny-Tóth, slovenský poslanec v r. 1869-72. Martin
- 1942 Historický atlas k slovenským dejinám. Bratislava (tsz. P. Vajcík, P. Zhorela, A. Miklošík, J. Marčok)
- 1943 Slovenský životný priestor v minulosti a dnes. Bratislava
- 1944 Über die Entwicklung des Gebietes der Slowaken. Bratislava
- 1945 Vývin predstáv o slovenskom území v 19. storočí. Martin
- 1946 Dejiny Slovenska a Slovákov od najstarších čias po oslobodenie. Bratislava
- 1958 Bratislava v historických črtách. Bratislava
- 1958 V službe národa. Bratislava
- 1961 Listy Viliama Paulinyho-Tótha Maríne Hodžovej. Bratislava
- 1962 Dokumenty k slovenskému národnému hnutiu v rokoch 1848-1914 I. 1848-1867. Bratislava
- 1965 Dokumenty k slovenskému národnému hnutiu v rokoch 1848-1914 II. 1848-1867. Bratislava
- 1967 Snahy o organizovanie slovenskej vedy od konca 18. storočia do vzniku SAV. Bratislava
- 1968 Szlovák témák és szlovák munkatársak jelentkezése a Századok hasábjain (1867–1918). Századok 1968
- 1972 Dokumenty k slovenskému národnému hnutiu v rokoch 1885-1901. Bratislava